# Fengyang, Fujian
Fengyang (kinesiska: 凤阳乡) är en köping i sydöstra Kina. Den ligger i Shouning härad i staden Ningde i provinsen Fujian, omkring 130 kilometer norr om provinshuvudstaden Fuzhou. Antalet invånare är 8 502. Befolkningen består av 4 014 kvinnor och 4 488 män. Barn under 15 år utgör 19,0 %, vuxna 15-64 år 66 %, och äldre över 65 år 13,0 %.